# Google Latitude
O Google Latitude foi um serviço que permitia localizar amigos e visualizar suas localizações através do Google Maps. O serviço foi descontinuado em agosto de 2013.
Para que o serviço funcionasse, era necessário que o usuário e seu amigo usassem o Google Latitude; e que ambos permitissem o compartilhamento das informações.
Estava disponível no site; e também para Android, Blackberry, Symbian S60 e Windows Mobile.